# Liste der Monuments historiques in Giscos
Die Liste der Monuments historiques in Giscos führt die Monuments historiques in der französischen Gemeinde Giscos auf.

## Liste der Objekte
| Bezeichnung | Beschreibung | Standort                       | Kennzeichnung | Schutzstatus | Datum | Bild |
| ----------- | ------------ | ------------------------------ | ------------- | ------------ | ----- | ---- |
| Glocke      | Bronze, 1608 | in der Kirche St-Pierre (Lage) | PM33000523    | Classé       | 1942  |      |